# Чубушник
Чубу́шник (лат. Philadélphus) — род кустарников из семейства Гортензиевые (Hydrangeaceae). В России этот кустарник часто неправильно называют жасмином за выраженный сладкий аромат цветков у некоторых видов чубушника.

## Название
Согласно «Флоре СССР», латинское название растения происходит от греч. φιλέω (phileo) — любить и ἀδελφός (adelphos) — брат, что указывает на тесно сближенные супротивные побеги. В других источниках утверждается, что оно связано с именем египетского царя Птолемея II Филадельфа, который, в числе прочего, занимался естественной историей и любил приятные ароматы.
Русскоязычное название — чубушник — кустарник получил за свои стебли, которые шли на изготовление чубуков для курительных трубок (после того как из них извлекали мягкую сердцевину). Кроме того, его нередко называют садовым жасмином, по причине сходства его белых ароматных цветков с душистыми цветками «комнатного» жасмина.

## Распространение
Европа, Восточная Азия и Северная Америка.

## Ботаническое описание

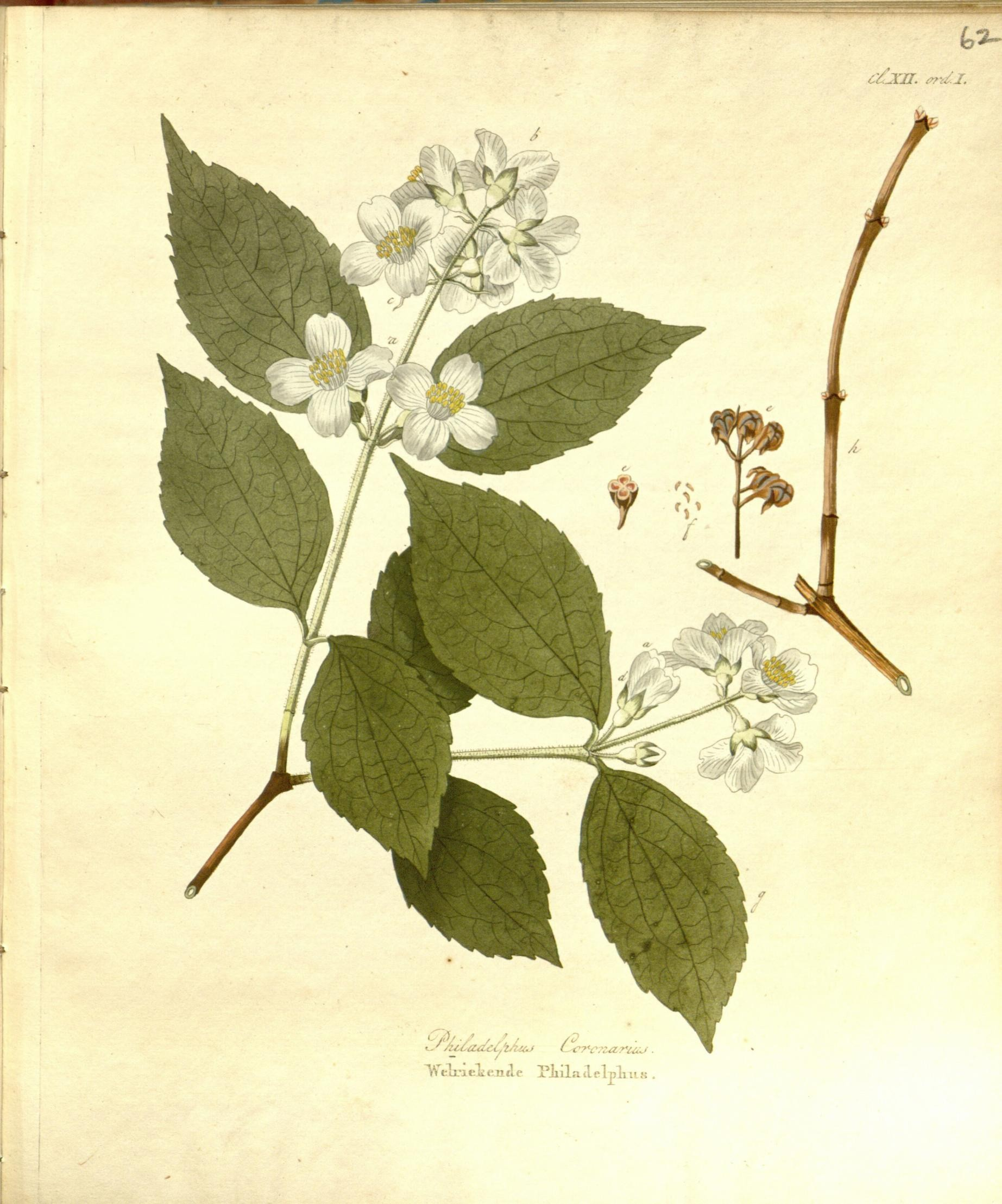
Philadelphus coronarius. Ботаническая иллюстрация

Листопадные, реже полулистопадные кустарники.
Кора тонкая, чаще серая, у многих видов на 1—2-летних побегах коричневая, отслаивающаяся.
Древесина твёрдая с широкой сердцевиной.
Листья супротивные, простые, обычно длиной 5—7 см, на коротких черешках. Форма листьев различная: яйцевидные, овальные или удлинённые, редко и неглубоко зазубренные или почти цельнокрайные, клиновидные или округлые в основании и более или менее заострённые на концах. Нижняя поверхность обычно слегка опушённая, верхняя обычно голая.
Соцветие — кисть, состоящая из трёх — девяти цветков. Соцветия образуются на концах коротких молодых боковых побегов. Кроме того, соцветия могут образовываться в пазухах верхних одной — двух пар листьев.
Цветки крупные (от 2,5 до 6—7 см в диаметре), у видов обычно простые, у сортов часто полумахровые или махровые; очень ароматные, со слабым ароматом, или без запаха. Цветки белые, кремово-белые или желтоватые. Чашечка бокальчатая, с четырьмя, реже пятью отстоящими, вогнутыми чашелистиками. Венчик обычно с четырьмя, иногда с пятью — шестью крупными, чисто белыми или кремово-белыми лепестками различной формы — от линейных дающих крестообразный цветок с широкими просветами между лепестками, до очень широких, заходящих краями один за другой и образующих почти квадратный цветок (чубушник крупноцветковый).
Тычинок от 20—25 (чубушник Шренка, чубушник кавказский и другие) до 70—90 (чубушник крупноцветковый).
Пестик полунижний, с 3—5-гнёздной завязью, с тремя — пятью сросшимися столбиками. Рыльца простые, удлинённые.
Плод — 3—5-гнёздная коробочка с очень мелкими (от 6000 до 10 000 штук в грамме) семенами.

## Классификация

### Таксономия
Род Чубушник входит в подсемейство Hydrangeoideae семейства Гортензиевые (Hydrangeaceae) порядка Кизилоцветные (Cornales).
|  |                                      |  |                                                             |                                                             |                        |  | ещё 6 семейств (согласно Системе APG II) | ещё 6 семейств (согласно Системе APG II) |                                  |  |                |  | ещё около 20 родов | ещё около 20 родов |  |
|  |                                      |  |                                                             |                                                             |                        |  | ещё 6 семейств (согласно Системе APG II) | ещё 6 семейств (согласно Системе APG II) |                                  |  |                |  | ещё около 20 родов | ещё около 20 родов |  |
|  |                                      |  |                                                             | порядок Кизилоцветные                                       |                        |  |                                          |                                          | подсемейство Hydrangeoideae      |  |                |  |                    |                    |  |
|  |                                      |  |                                                             | порядок Кизилоцветные                                       |                        |  |                                          |                                          | подсемейство Hydrangeoideae      |  | около 60 видов |  |                    |                    |  |
|  | отдел Цветковые, или Покрытосеменные |  |                                                             |                                                             | семейство Гортензиевые |  |                                          |                                          | род Чубушник                     |  |                |  |                    |                    |  |
|  | отдел Цветковые, или Покрытосеменные |  |                                                             |                                                             |                        |  |                                          |                                          |                                  |  |                |  |                    |                    |  |
|  |                                      |  | ещё 44 порядка цветковых растений (согласно Системе APG II) | ещё 44 порядка цветковых растений (согласно Системе APG II) |                        |  |                                          | ещё 1 подсемейство, Jamesioideae         | ещё 1 подсемейство, Jamesioideae |  |                |  |                    |                    |  |
|  |                                      |  |                                                             | ещё 44 порядка цветковых растений (согласно Системе APG II) |                        |  |                                          |                                          | ещё 1 подсемейство, Jamesioideae |  |                |  |                    |                    |  |

### Виды
Насчитывает около 66 видов, некоторые из них:
| - Philadelphus argenteus Rydb. - Philadelphus argyrocalyx Woot. - Philadelphus caucasicus Koehne — Чубушник кавказский - Philadelphus confusus Piper - Philadelphus cordifolius Lange - Philadelphus coronarius L. — Чубушник венечный, или Чубушник обыкновенный - Philadelphus coulteri S.Watson - Philadelphus crinitus (C.L.Hitchc.) Hu - Philadelphus delavayi L.Henry — Чубушник Делавэя - Philadelphus ernestii Hu - Philadelphus floridus Beadle - Philadelphus gattingeri Hu - Philadelphus grandiflorus Willd. — Чубушник крупноцветковый - Philadelphus henryi Koehne - Philadelphus hirsutus Nutt. - Philadelphus hitchcockianus Hu - Philadelphus incanus Koehne — Чубушник седоватый - Philadelphus inodorus L. — Чубушник непахучий - Philadelphus insignis Carr. - Philadelphus kansuensis (Rehder) S.Y.Hu - Philadelphus karwinskyanus Koehne - Philadelphus laxus Schrad. ex DC. - Philadelphus lewisii Pursh — Чубушник Льюиса - Philadelphus maculatus (C.L.Hitchc.) Hu - Philadelphus madrensis Hemsl. | - Philadelphus magdelenae Koehne - Philadelphus mearnsii W.H.Evans ex Koehne - Philadelphus mexicanus Schltdl. — Чубушник мексиканский - Philadelphus microphyllus Gray — Чубушник мелколистный - Philadelphus nepalensis Koehne - Philadelphus occidentalis A.Nels. - Philadelphus oreganus Nutt. ex Torr. & Gray - Philadelphus palmeri Rydb. - Philadelphus pekinensis Rupr. - Philadelphus pubescens Loisel. — Чубушник пушистый - Philadelphus pumilus Rydb. - Philadelphus purpurascens (Koehne) Rehder - Philadelphus satsumanus Siebold ex Miq. - Philadelphus schrenkii Rupr. — Чубушник Шренка - Philadelphus serpyllifolius Gray - Philadelphus sericanthus Koehne - Philadelphus sharpianus Hu - Philadelphus shikokianus Nakai - Philadelphus subcanus Koehne - Philadelphus tenuifolius Rupr. & Maxim. — Чубушник тонколистный - Philadelphus texensis Hu - Philadelphus tomentosus Wall. ex G.Don - Philadelphus trichothecus Hu - Philadelphus wootonii Hu - Philadelphus zelleri Hu |

Гибриды
- Philadelphus ×congestus Rehder
- Philadelphus ×cymosus Rehder
- Philadelphus ×insignis Carrière
- Philadelphus ×lemoinei Lemoine — Чубушник Лемуана, гибрид P. coronarius и P. microphyllus
- Philadelphus ×magnificus Koehne
- Philadelphus ×maximus Rehder
- Philadelphus ×monstrosus Rehder
- Philadelphus ×nivalis Jacq.
- Philadelphus ×pendulifolius Carrière
- Philadelphus ×purpureomaculatus Lemoine — гибрид P. coulteri и P. ×lemoinei
- Philadelphus ×virginalis Rehder — Чубушник девичий

## Хозяйственное значение и применение
Медоносные пчёлы берут с цветков чубушника нектар и пыльцу, хотя посещают его слабо.

## Сорта
Наибольший интерес для озеленения представляют гибридные сорта чубушников. Среди наиболее зимостойких в средней полосе России сортов наиболее известны чубушники Лемуана Philadelphus Lemoinei hibridus Lem., созданные во Франции фирмой Лемуан.
В зависимости от видов, участвовавших в скрещиваниях, выделяют несколько групп сортов. В результате скрещивания невысокого чубушника мелколистного и чубушника обыкновенного получен ряд невысоких или низких сортов с цветками, обладающими ароматом ягод земляники: 'Avalanche' ('Лавина'), 'Manteau d’Hermine' ('Горностаевая мантия'), 'Mont Blanc' ('Монблан').
Вторую группу составляют сорта, полученные в результате скрещиваний сортов первой группы с крупноцветковыми видами и махровыми формами: 'Alabasrite' ('Алебастр'), 'Gletcher' ('Глетчер'), 'Enchantement' ('Очарование'), 'Pyramidal' ('Пирамидальный'), 'Bouquet Blanche'.
По некоторым данным, в центральной России такие лемуановские сорта, как 'Bouquet Blanche' ('Белый букет'), 'Enchantement' ('Очарование'), 'Belle Etoile' и некоторые другие недостаточно холодостойки.
Сорта, созданные на Липецкой опытно-селекционной станции под руководством Н. К. Вехова, выведены путём посева семян сортов Лемуана, часть в результате гибридизации и последующего отбора. Из элитного фонда, насчитывающего 64 куста, отобранных среди многочисленных сеянцев по качеству цветков, в 1941 году было выделено два сорта, в 1951 году выделено 13 растений (12 форм) с присвоением им сортовых названий.

### Сорта селекции Лемуана

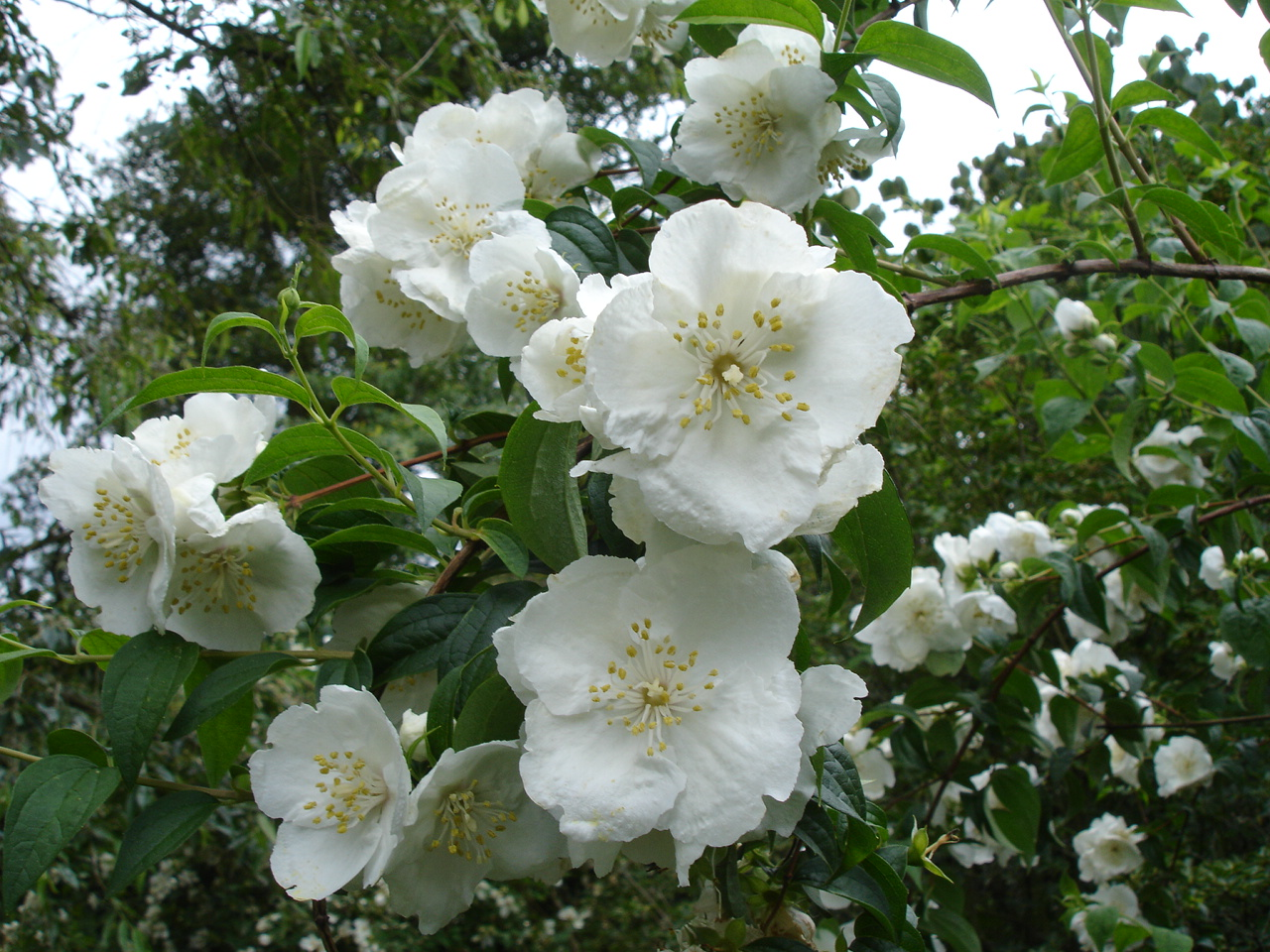
Philadelphus 'Beauclerk'

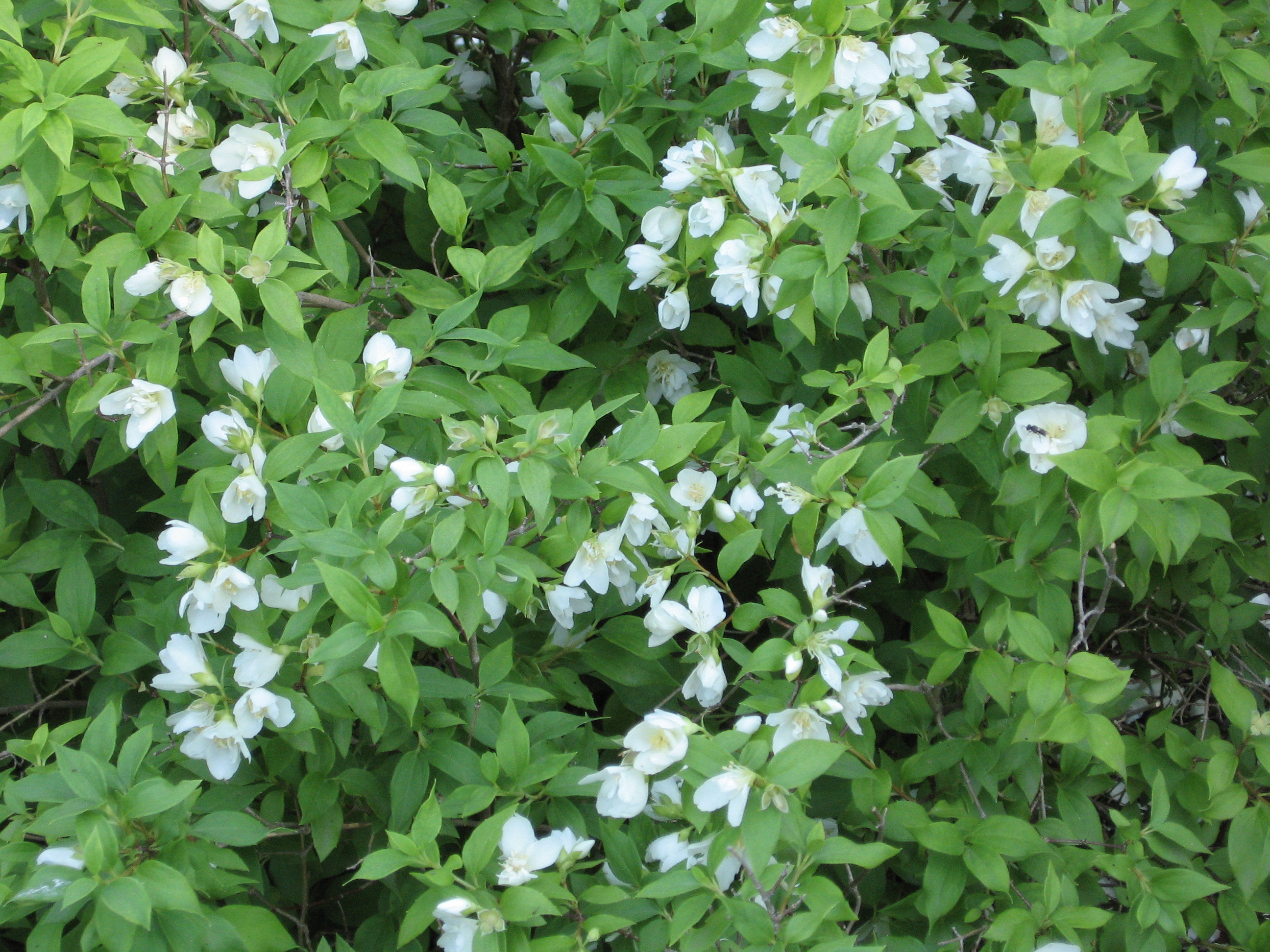
Philadelphus 'Manteau d’Hermine'

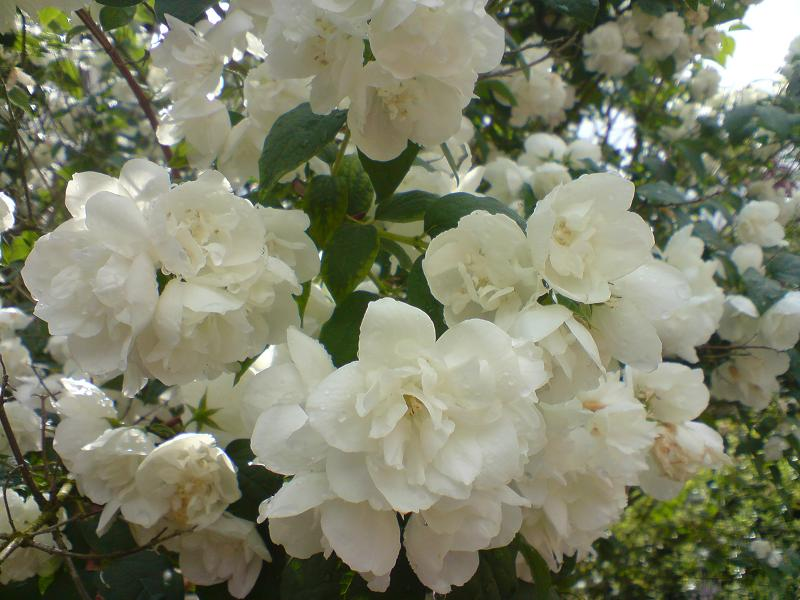
Philadelphus 'Schneesturm'

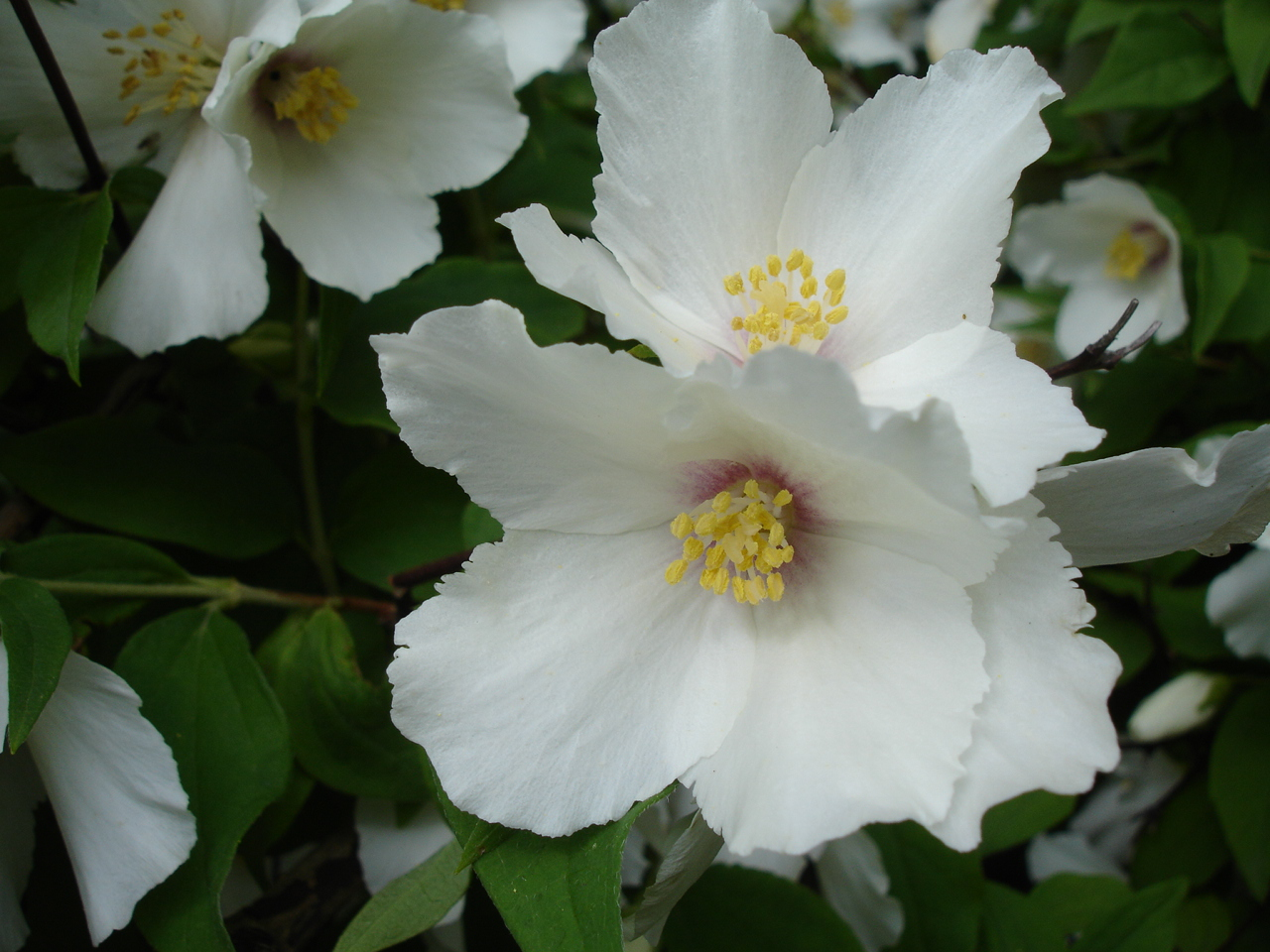
Philadelphus 'Belle Etoile'

- 'Alabasrite' ('Алебастрит'[11], 'Алебастр'[6]) Lemoine, 1910. 
Кустарник до 1,8 м высотой, с крепкими прямыми стволиками. Соцветия на многочисленных боковых побегах, крупные, до 11 см длиной, состоят из семи-девяти цветков. На сильных ростовых побегах предыдущего года образуются соцветия образуют «султаны» до 50 см длиной. Цветки крупные, до 5—5,5 см в диаметре, снежно-белые, полумахровые, иногда махровые или почти простые с широкими, не образующими просветов, отстоящими лепестками. Внутренние лепестки более узкие, немногочисленные. Аромат сильный. Зацветает в среднем на 10 дней позже жасмина обыкновенного. Продолжительность цветения 26—36 дней[6].
- 'Avalanche' ('Аваланш'[11], 'Лавина'[6]) Lemoine, 1884.
Кустарник высотой до 1,5 м с многочисленными, очень тонкими стволиками, дугообразно изогнутыми побегами и мелкой, узкой, светло-зелёной листвой. Цветки до 3,5 см в диаметре, простые, белые, с овальными лепестками между которыми имеются большие просветы, по 1—3 в соцветии. Цветки имеют аромат земляники. Цветение обычно очень обильное. Зацветает в среднем на 10 дней позже жасмина обыкновенного. Продолжительность цветения 27—34 дня[6]. Посредством обрезки куст может формироваться в виде шара или для использования в живой изгороди[12]. Сорт не выдерживает морозы ниже −15 °C[11].
- 'Belle Etoile'.
- 'Bouquet Blanche' ('Буке Бланш'[11], или 'Белый букет'[6]). 
Низкий, иногда подмерзающий кустарник. Соцветие из пяти цветков, образующих плотную группу около 6 см длиной. Цветки до 5 см диаметром, густомахровые, снежно-белые, очень душистые, с широкоовальными нижними лепестками и многочисленными (до 30) внутренними лепестками образующими несколько кругов. В средней полосе России побеги располагающиеся над поверхностью снегового покрова подмерзают и цветение большей частью происходит на нижних ветвях[6].
- 'Dame Blanche' ('Дам Бланш').
- 'Enchantement' ('Аншантман'[11], или 'Очарование'[6]). 
Кустарник до 1 м высотой. Соцветия компактные, плотные, до 7 см длиной, развиваются на коротких разветвлениях сильных ростовых однолетних побегов, образуя мощные «султаны» до 40—55 см длиной. В соцветии около девяти цветков. Цветки до 4,5 см в диаметре, густомахровые, снежно белые, несколько ворончатые, с очень тонким, но несильным ароматом. Нижние лепестки овальные, внутренние многочисленные (до 20—22), относительно широкие во втором круге и более узкие к центру цветка, изогнутые в разных направлениях. По оценке Н. К. Вехова, это один из самых красивых сортов селекции Лемуана. 'Enchantement' — один из самых позднецветущих сортов. Зацветает в среднем на 14 дней позже чубушника обыкновенного. Продолжительность цветения 19—25 дней[6].
- 'Erectus' ('Эректус'). 
Цветение в июне. Высота куста 1,5—2 м, листья 2—3 см длиной, летом тёмно-зелёные, осенью — жёлтые. Цветки простые, белые, сильно ароматные, до 3 см в диаметре[11].
- 'Gletcher' ('Глетчер') Lemoine, 1910. 
Кустарник до 1,5 м высотой[6], по другим данным до 2 м высотой[13]. С крепкими прямостоячими стеблями и листвой овальной формы. Соцветия очень многочисленные, в виде плотных пучков около 6—7 см длиной на очень коротких разветвлениях сильных однолетних побегов. Соцветия образуют узкие, плотные, снежно белые «султаны» до 50—70 см длиной. Соцветие образовано 5—7 плотно расположенными цветками, в пазухах листьев располагаются ещё два цветка. 
Цветки густомахровые, относительно крупные (4—4,5 см в диаметре), ароматные. Наружные лепестки широкоэллиптические с почти параллельными краями образующими крестообразный цветок с широкими просветами, закрытыми внутренними лепестками. Расположенных в три ряда внутренних лепестков до 20—22, внутренние лепестки более узкие. Цветение на 10—12 дней позже чубушника обыкновенного. Продолжительность цветения 26—35 дней. Сорт очень красивый. Единственным недостатком является ухудшение декоративности после цветения, так как побуревшие лепестки опадают не сразу. Для сохранения декоративного вида куста после цветения отцветшие соцветия рекомендуется обрезать[6].
- 'Manteau d’Hermine' ('Горностаевая мантия'[6], или 'Манто д’Эрмин'[11]) Lemoine, 1884. 
Многостебельный кустарник до 80 см (редко более) высотой с тонкими свешивающимися ветвями, узкой и очень мелкой листвой. Соцветия образуются на многочисленных боковых побегах, 1—3 цветковые. Цветки не крупные 2,5—3 см в диаметре, белые, полумахровые. Наружные лепестки узкие, внутренние ещё более узкие. Цветение исключительно обильное. Зацветает на 4—7 дней позже чубушника обыкновенного. По длительности цветения превосходит все виды и сорта выращиваемые в средней полосе России. Цветёт 31—49 дней[6]. Цветки имеют земляничный аромат[6][14].
- 'Mont Blanc' ('Монблан') Lemoine, 1884.
- 'Pyramidal' ('Пирамидаль'[11], 'Пирамидальный'[6]).
Немногоствольный кустарник с узкой кроной и сильными прямостоячими побегами до 2 м высотой[6]. Согласно другому источнику: образует широкий куст до 3 м высотой[11]. В соцветиях около девяти цветков, общая длина соцветий около 7 см. Цветки крупные, до 4—4,5 см, снежно белые, махровые и полумахровые, глубокочашевидной формы. Аромат тонкий. Наружные лепестки широкие, внутренние многочисленные, различной формы. Сорт очень поздно цветущий. Рекомендуется для посадки в группах с более низкими сортами[6].
- 'Virginal' ('Виржиналь', 'Девичий')
Создан в 1909 году. Куст 2—3,5 метра высотой, крона широкая. Листья овальные, заострённые, длиной до 7 см, тёмно-зелёные, осенью жёлтые. Цветёт в июле, иногда может быть более слабое осеннее цветение. Цветки белые махровые, диаметром до 5 см, собраны в соцветия до 14 см. Куст сохраняет декоративность до 20 лет. Плоды созревают в конце октября. Зимостойкость средняя. Укореняется 100 % весенних черенков[11].

### Сорта русской селекции
Сорта, созданные в первой половине XX века на Лесостепной опытной станции под руководством Н. К. Вехова:
- 'Академик Комаров' ('Akademic Komarov', Элита № 28/13) Вехов, 1951.
Гибрид 'Gletcher' × Philadelphus coronarius 'Aureus'. Высота куста около 1,3 м. Цветки очень крупные (6—6,5 см диаметром), простые, снежно белые, со слабым ароматом. Соцветия небольшие, 3,5 см длиной, как правило пятицветковые[6].
- 'Арктика' ('Arktica', Элита № 33/12) Вехов, 1951. 
 Создан в результате скрещивания 'Gletcher' × Philadelphus grandiflorus. Высота куста около 1,3 м. На сильных ростовых побегах на протяжении 30—35 см расположены до 13 пар коротких (5—8 см) цветоносных побегов. Цветоносные побеги с тремя парами листьев и 7—9 цветковым соцветием 4,5 см длиной. Цветки слабо ароматные, некрупные, 3—3,5 см в диаметре, белые, махровые, с широкоовальными изящно отогнутыми вниз нижними лепестками, не образующими просветов (как у сорта 'Mont Blanc'), с узкими внутренними лепестками[6]. Цветение длительное, около 1 месяца[11].
- 'Балет Мотыльков' ('Balet Motylkov') (ошибочное название 'Полёт мотыльков') Вехов, 1951. 
До 1,5 м высотой. Цветки белые, махровые, с очень слабым ароматом. Цветёт в июле, около 20 дней[5]. Согласно другому источнику: куст высокий, до 4 м, строгой овально-компактной формы. Сорт средне-позднего срока цветения. Цветки изящные, полумахровые с изогнутыми лепестками, до 4 см в диаметре, собраны в тонкие ажурные кисти. Соцветия держатся как бы над листьями, создавая впечатление облачка из белых бабочек[11].
- 'Воздушный Десант' ('Vosduschny Desant') Вехов, 1951. 
Элита № 47/12. Сеянец 'Avalanche'. Куст высотой около 1,4 м, компактный, с тонкими, наклоняющимися под тяжестью цветков ветвями. Цветоносные побеги до 14—15 см длиной, с двумя-тремя парами листьев и длинными (до 8—9 см) соцветиями. Соцветия несут 7—9 свободно расположенных цветков. Цветки простые, некрупные (в нераспрямлённом состоянии около 3 см в диаметре), чашеобразные, кремово-белые, с сильным земляничным ароматом, с широкими лепестками и кремово-жёлтыми тычинками. Сорт оригинален за счёт пониклости всех цветков, напоминающих парашюты[6]. 
Согласно другим источникам: куст более 3 м высотой, раскидистый[11], куст имеет строго пирамидальную форму[15].
- 'Гном' (элиты № 24/48 и 58/98) Вехов.
Гибриды 'Avalanche' × Philadelphus coronarius 'Aureus' и 'Enchantement' × 'Alabasrite'. Оба одинаковые по вегетативным признакам. Очень плотные кусты высотой 27—28 см и диаметром 50—70 см. Листва мелкая и узкая, как у сорта 'Avalanche'. Не цветут. Пригоден для использования в бордюрах[6].
- 'Жемчуг'. Куст небольшого размера. Побеги изогнутые с красноватой корой. Цветки до 7,5 см в диаметре[10]. Цветки имеют лёгкий аромат ванили[16].
- 'Зоя Космодемьянская' (Элита № 53/14) Вехов, 1951.
Гибрид 'Gletcher' × Philadelphus pubescens. Куст широкий, рыхлый, высотой 1,1 м, с довольно длинными (10—16 см) цветоносными побегами. Цветоносные побеги расположены густо (на 14 см до пяти пар соцветий). Соцветия 7—9-цветковые, длиной около 7 см. Цветки почти без запаха, белые, махровые, крупные (в не распрямлённом состоянии до 5 см диаметром). Наружные лепестки широкие, внутренние — многочисленные, узкоовальные[6].
- 'Казбек' Вехов, 1951.
Элита № 29/14. Гибрид 'Gletcher' × Philadelphus coronarius 'Aureus'. Куст крупный, высотой около 1,7 м, с очень сильными прямыми побегами несущими до 11 пар цветоносных побегов длиной 7—11 см и образующими вместе с последними пышные цветочные султаны длиной до 80 см. Соцветия очень плотные, до 3,5 см длиной, многоцветковые (до 15). Цветки снежнобелые, до 3,5 см в диаметре, густомахровые, с узкими овальными наружными лепестками и довольно широкими внутренними лепестками, почти без аромата[6].
- 'Карлик' (Элита № 36/48) Вехов, 1951. 
Сеянец 'Gletcher' полученный в результате опыления его собственной пыльцой. Подушкообразный куст, высотой около 40 см и шириной 80—90 см. Листва относительно крупная и широкая, тёмно-зелёная. Не цветёт. Сходен с чубушником обыкновенным низким. Пригоден для использования в бордюрах[6].
- 'Комсомолец' (Элита № 27/12) Вехов, 1951. Создан в результате скрещивания 'Gletcher' × 'Bouquet Blanche'. Куст 1,3 м высотой, с прямостоящими крепкими стеблями и отстоящими под углом около 80°, несколько изогнутыми кверху цветоносными побегами длиной 10—11 см с 3—4 парами некрупных листьев. На сильных побегах на протяжении 50 см наблюдается до 11 пар цветоносных побегов оканчивающихся соцветиями. Соцветия длиной 2,5—3 см, 7—9 цветковые. Цветки махровые, снежно белые, душистые, диаметром до 4,5 см. Нижние лепестки распростёртые, узкоовальные, по четыре-пять в круге. Внутренние лепестки очень узкие, образуют «клубок». Среди внутренних лепестков заметны светло-жёлтые пыльники. Цветение обильное[6].
- 'Лунный Свет' ('Lunnyi Svet') Вехов, 1941. 
Сеянец сорта 'Alabasrite'. Высота растений 70[6]—150[17] см с тонкими красноватыми побегами. Листья по краю мелкозазубренные с неясной нервацией. Соцветия на тонких, мелких 5—6 сантиметровых веточках, обычно трёхцветковые. Цветки махровые, около 3,5 см в диаметре, с тонким земляничным запахом, зеленовато-кремового, своеобразного, не встречающегося у других сортов тона. Нижние лепестки овальные, горизонтальные, красиво изогнутые, внутренние — широкие и узкие бахромчатые[6]. Продолжительность цветения до 25 дней. Цветёт в июне. Зимостойкость средняя[11].
- 'Необычный' и 'Восход'. Отличаются наличием пурпурных пятен в основании белых лепестков. Цветки имеют аромат земляники[10].
- 'Обелиск' (Элита № 51/22) Вехов, 1951. 
Сеянец 'Gletcher'. Куст прямой, сильный, колонновидный, компактный (высота 2 м, ширина около 0,5 м). Соцветия 9-цветковые, очень плотные, 2,5-3 см длиной. Цветки без аромата, махровые, с широкоовальными, заострёнными на концах наружными лепестками и многочисленными узкоовальными внутренними лепестками[6].
- 'Память о Вехове'. Сорт выделен из гибридного фонда Н. К. Вехова. Куст невысокий. Побеги красноватые. Листья тёмно-зелёные. Цветки 5,5 см в диаметре, махровые, интенсивно-кремовые с сильным ароматом[10].
- 'Помпон' ('Pompon') Вехов, 1941. 
Сеянец сорта 'Alabasrite'. Высота около 1,2 м с крепкими прямостоячими красно-бурыми побегами. Цветоносные побеги очень тонкие и короткие 3—5 см длиной. Листья некрупные, мелкозазубренные. Соцветия в виде плотных шаровидных пучков (2—3 см длиной), обычно пятицветковые, изящные. Иногда в пазухах верхних листьев имеется ещё пара цветков. Цветки некрупные, до 3,5 см в диаметре, густомахровые, снежнобелые, без тычинок, со слабым ароматом. Нижние лепестки широкоовальные, расположены чашевидно, обычно по пять в круге. Внутренние лепестки узкие, плотно прижаты друг к другу. Верхний цветок соцветия — ворончатой формы, сдавленный с четырёх сторон, в результате соцветия напоминают помпоны[6].
- 'Салют' (1953 г.). Цветки махровые, 4—4,5 см в диаметре, со слабым ароматом, белые. Куст высотой около 2,4 м.
- 'Снежная Буря' ('Snezhnaja Burja', Элита № 52/14) Вехов, 1951. 
Гибрид 'Gletcher' × Philadelphus pubescens. Высота куста около 1,1 м. Ростовые побеги 20—25 см, на них размещается до пяти-шести пар очень коротких (3,5—5,5 см) цветоносных побегов, с двумя-тремя парами листьев и плотными 7—9-цветковыми соцветиями. Соседние пары цветков в соцветии часто сближены и образуют четырёхсторонний пучок, а все вместе густой пучок. Цветки почти без аромата, снежнобелые, махровые, средней величины (3,5—4,3 см в диаметре), с широкоовальными, заходящими один за другой, изящно отогнутыми вниз лепестками и плотным клубком узких, завёрнутых внутрь лепестков. Сближенные веточки образуют сплошную массу цветков, за которой не видно листвы[6].
- 'Снежная Лавина'. В 1884 году Лемуан получил сорт 'Аваланш' ('Avalanche'), что традиционно переводится как «лавина», обладающий ярко выраженным ароматом земляники. Этот сорт не выдерживает морозы ниже −15 °C. Н. К. Вехов, улучшив его, получил сорт 'Снежная лавина'. Куст не более 1,5 м высоты с грациозно изогнутыми ветвями, ниспадающими вниз и покрытыми мелкими листьями до 4 см длиной, цветки многочисленные полумахровые до 3 см в диаметре с городчатым изогнутым краем лепестков и сильным земляничным ароматом. Сорт раннецветущий, более зимостойкий, чем «Аваланш», хорошо размножается вегетативно летними зелёными черенками[11].
- 'Эльбрус' (Элита № 54/10) Вехов, 1951. 
Высота куста около 1,1 м. Листья тёмно-зелёные, сильнозазубренные. Цветки белые, махровые, диаметром до 4,5 см, почти без аромата. Соцветия — сложные кисти до 6,5 см длиной, плотные, чрезвычайно многоцветковые (до 15—21). Цветение исключительно обильное[6]. Продолжительность цветения около 25 дней. Цветущий куст напоминает белоснежную вершину горы[11].
- 'Юннат' (Элита № 64/16) Вехов, 1951. 
Цветки звёздчатые, махровые, белые, до 4,5 см в диаметре, с земляничным ароматом[6]. Согласно другому источнику, цветки имеют лёгкий аромат ванили[16]. Цветение обильное, продолжительность до 30 дней[11].

### Современные сорта зарубежной селекции

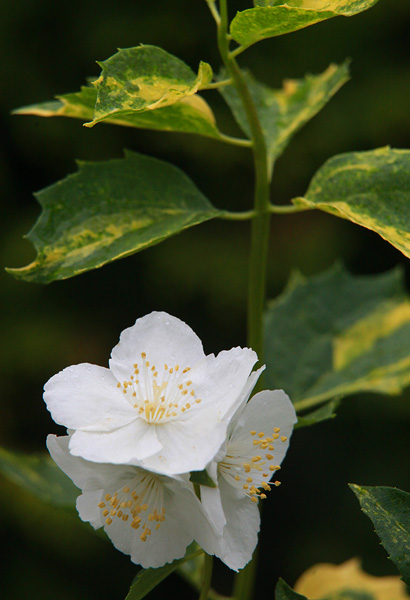
Philadelphus 'Innocente'

- Philadelphus × virginalis 'Burfordensis' (syn. 'Burford') — 'Бурфордензиз'. Побеговая мутация 'Virginal' обнаруженная в Burford Court, графство Суррей, в южной Англии[18]. В некоторых питомниках 'Burfordensis' рассматривается, как группа сортов[19]. Высота куста до 3 м, ширина до 1,8 м. Цветки белые, ароматные, диаметром до 7,6 см, в кистях по пять-девять штук. Зоны морозостойкости: 5—8[20].
- Philadelphus × virginalis 'Schneesturm' ('Шнеештурм'). Высота куста до 3 м, ширина до 2 м. Побеги ниспадающие. Листья мелкие (3,5—5,5 см), тёмно-зелёные. Цветение в конце июня — начале июля. Цветки чисто-белые, махровые диаметром до 5 см[11].
- 'Innocente' ('Инносент'). Куст 1,5—2,5 м высотой, диаметр кроны до 2,5 м. Листья простые, супротивные, часто с желтоватой каймой или рисунком. Цветки около 3,5 см в диаметре, в кистях или одиночные, белые, чашеобразные, ароматные[21]. Зимостойкость высокая. Укореняется 100 % весенних черенков[22].
- 'Norma' ('Норма'). Куст до 3,5 м высотой. Цветки крупные, махровые, полумахровые, почти простые — на одном и том же кусте. Цветки собраны в ширококонусовидные снежно-белые султаны длиной до 50 см[22].

## В культуре

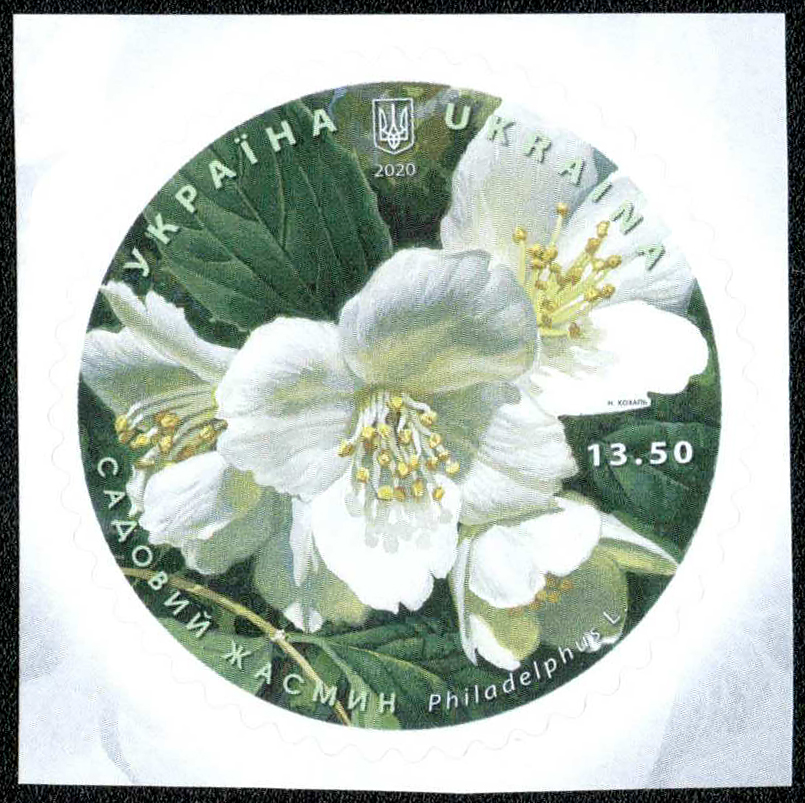
Чубушник на почтовой марке Украины, 2020 год

Чубушники были введены в культуру в Центральной Америке, Малой и Восточной Азии в XII—XIII веках. В России в XVI—XVII веках эти растения наряду с сиренью и розами были широко распространены в царских и боярских садах. В Европе чубушники американского и азиатского происхождения появились в первой половине XIX века. Весьма популярными стали чубушники гибридного происхождения, полученные Лемуаном. С этого времени описанию культивируемых видов и садовых форм чубушника отводится немало места в европейской дендрологической и садоводческой литературе.
Большой вклад в создание зимостойких чубушников внёс русский селекционер профессор Н. К. Вехов, проводивший свою работу на Липецкой лесоопытной станции в 1930—1940-х годах.
Цветки многих видов и сортов чубушника обладают сильным и приятным запахом, у некоторых он напоминает аромат ягод земляники (Чубушник мелколистный, Лемуана, 'Горностаевая мантия', 'Лавина', 'Монблан', 'Лунный свет', 'Воздушный десант', 'Юннат').
Из сортов Виктора Лемуана зимостойкими в условиях средней полосы России считаются 'Alabasrite', 'Gletcher' и 'Mont Blanc', 'Горностаевая Мантия', 'Бель Этуаль', 'Белый Букет' и 'Лавина' обмерзают.

### Агротехника
Сорта чубушников относительно неприхотливы в культуре, могут выращиваться как на открытых солнцу участках, так и в полутени. При недостатке освещения ухудшается цветение. Не выносят заболачивания и застоя воды, при засухе быстро отцветают.
Подкормки минеральными удобрениями рекомендуется производить в начале вегетации и после цветения. Кусты с годами делаются очень густыми и нуждаются в прореживании, иначе цветение ослабевает. Обрезку рекомендуется проводить сразу после цветения.